# محايدة الكربون

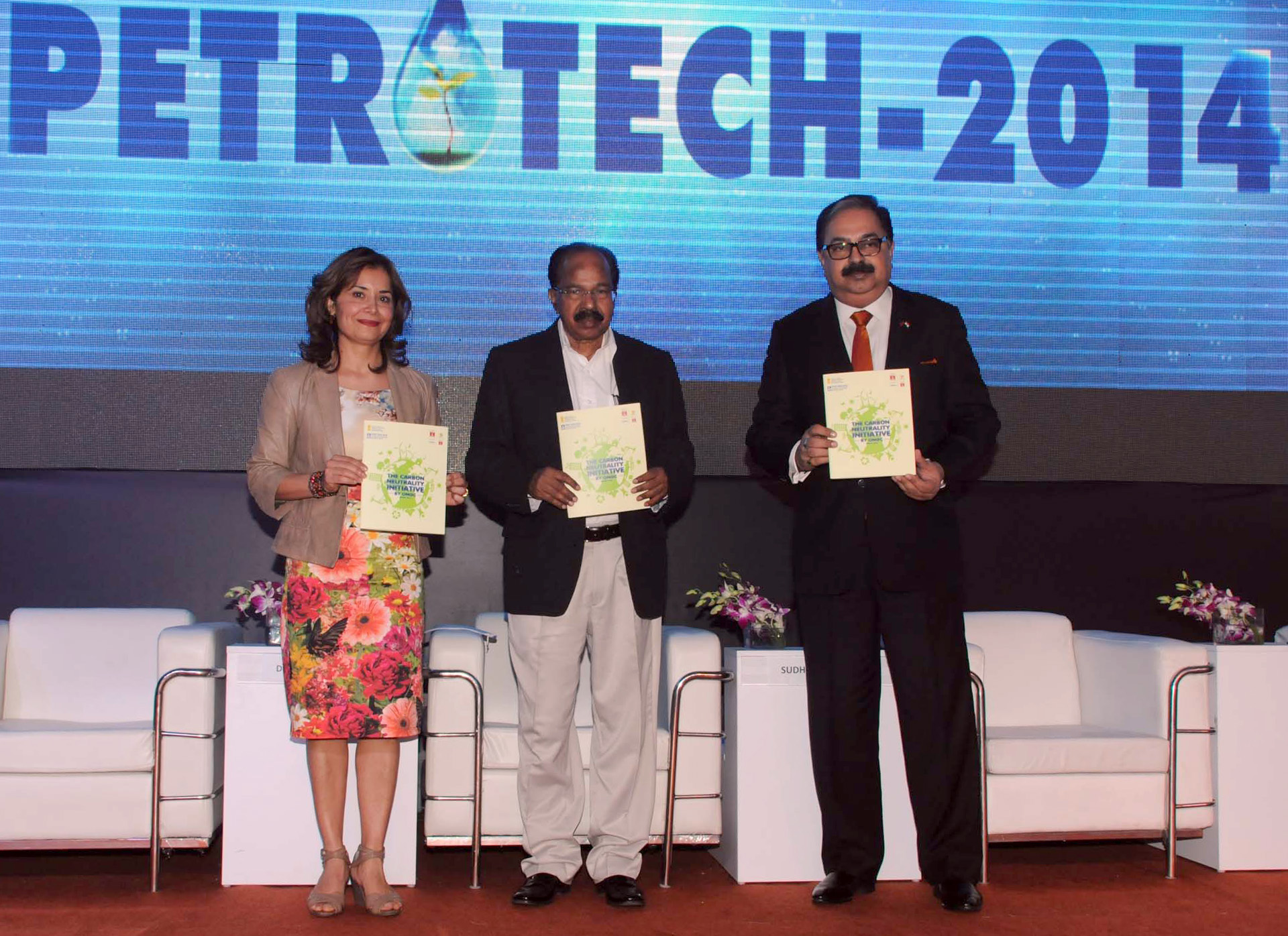

محايدة الكربون، حالة من صافي انبعاثات ثاني أكسيد الكربون صفريّ. يمكن تحقيق ذلك من خلال موازنة انبعاثات ثاني أكسيد الكربون مع إزالته (من خلال تعويض الكربون غالبًا) أو عن طريق إزالة الانبعاثات من المجتمع (الانتقال إلى «اقتصاد ما بعد الكربون»). يستخدم المصطلح في سياق عمليات إطلاق ثاني أكسيد الكربون المرتبطة بالنقل وإنتاج الطاقة والزراعة والصناعة.
يشمل مصطلح البصمة الكربونية- رغم شيوع استخدام مصطلح محايدة الكربون- غازات الدفيئة أيضًا، مقاسة من ناحية مكافئ ثاني أكسيد الكربون. يعكس مصطلح الحياد المناخي الشمولية الأوسع لغازات الدفيئة الأخرى فيما يتعلق بالتغير المناخي، حتى لو كان ثاني أكسيد الكربون الأكثر وفرة.
يستخدم مصطلح «صفرية صافية» بشكل متزايد لوصف التزام أوسع وأكثر شمولًا بإزالة الكربون والعمل المناخي، والانتقال إلى أبعد من محايدة الكربون، بإدراج المزيد من الأنشطة في نطاق الانبعاثات غير المباشرة، والتي تتضمن غالبًا هدفًا علميًا بشأن الحد من الانبعاثات، بدلًا من الاعتماد فقط على التعويض.

## لمحة تاريخية
جعلت قواميس أكسفورد في عام 2016 مصطلح محايدة الكربون كلمة العام في الولايات المتحدة.
حذر الأمين العام للأمم المتحدة أنتونيو غوتيريش في ديسمبر 2020، أي بعد خمس سنوات من اتفاق باريس، من أن الالتزامات التي تعهدت بها الدول في باريس لم تكن كافية ولم يُلتزم بها، وحث جميع البلدان الأخرى على إعلان حالات الطوارئ المناخية حتى تتحقق محايدة الكربون.

## المنهج
يمكن تحقيق حالة محايدة الكربون بطريقتين، رغم تفضيل الخلط بين الطريقتين:

### معاوضة الكربون
موازنة انبعاثات ثاني أكسيد الكربون مع معاوضة الكربون، أي عملية تقليل انبعاثات غازات الاحتباس الحراري أو تجنبها، أو إزالة ثاني أكسيد الكربون من الغلاف الجوي لتعويض الانبعاثات في أماكن أخرى. إذا كان إجمالي غازات الدفيئة المنبعثة مساويًا للكمية الإجمالية التي أُزيلت أو تُجنبَت، يلغي كلا التأثيرين بعضهما الآخر ويكون صافي الانبعاثات «محايدًا».

### تقليل الانبعاثات
يمكن الحد من انبعاثات الكربون من خلال الانتقال إلى مصادر طاقة وعمليات صناعية أقل إنتاجًا لغازات الدفيئة، ومن ثم الانتقال إلى اقتصاد منخفض الكربون. يقلل التحول نحو استخدام الطاقة المتجددة مثل الرياح والطاقة الحرارية الأرضية والطاقة الشمسية، وكذلك الطاقة النووية من انبعاثات غازات الاحتباس الحراري.
تنتج مصادر الطاقة المتجددة انبعاثات كربونية تكاد لا تذكر مقارنة بما تنتجه الطاقة غير المتجددة. قد يتضمن التحول إلى اقتصاد منخفض الكربون، إجراء تغييرات على العمليات الصناعية والزراعية الحالية لتقليل انبعاثات الكربون، فتغيير النظام الغذائي للماشية مثلًا، يقلل إنتاج الميثان بنسبة 40%.
تُستخدم مشاريع الكربون وتجارة الانبعاثات لتقليل انبعاثات الكربون غالبًا، ويمكن في بعض الأحيان منع ثاني أكسيد الكربون من دخول الغلاف الجوي بالكامل (عن طريق تنقية الكربون مثلًا).
تتمثل إحدى طرق ترويج المنتجات الخالية من الكربون، في جعل هذه المنتجات أرخص وأكثر فعالية من حيث التكلفة من الوقود إيجابي الكربون. تعهدت العديد من الشركات بأن تصبح محايدة أو سلبية للكربون بحلول عام 2050، ويشمل بعضها: مايكروسوفت، وخطوط دلتا الجوية، وشركة بي بي، وشركة ايكيا، وبلاك روك. تقل احتمالية تحول الشركات إلى مصادر الطاقة المتجددة دون المنتجات المحايدة للكربون ذات الثمن الرخيص.
نوفمبر 2023 نشرت إندونيسيا خريطة طريق تهدف إلى بلوغ مستوى الحياد الكربوني في عام 2050 على صعيد قطاع الكهرباء، الذي لا يزال يعتمد بشكل كبير على الفحم، من أجل تأمين تمويل يصل إلى 20 مليار دولار.

## الإجراءات
تتحقق محايدة الكربون من خلال الجمع بين الخطوات التالية عادةً، رغم أنها قد تختلف اعتمادًا على طريقة تنفيذ الاستراتيجية، سواء من قبل الأفراد أو الشركات أو المنظمات أو المدن أو المناطق أو البلدان:

### الالتزام
يُرجح أن يكون صنع القرار مباشرًا عند الأفراد، بينما يتطلب الأمر قيادة سياسية واتفاقًا شعبيًا على أن الالتزام يستحق بذل الجهد بالنسبة للمؤسسات الأكثر تعقيدًا.

### الحساب والتحليل
يعد حساب الانبعاثات التي يجب التخلص منها وتحليلها، وكيفية القيام بذلك، خطوات مهمة في عملية تحقيق محايدة الكربون، إذ تحدد الأولويات فيما يتعلق بالمكان الذي يجب اتخاذ الإجراءات فيه، وحيث يمكن البدء في رصد التقدم. يمكن تحقيق ذلك من خلال إحصاء غازات الاحتباس الحراري الذي يهدف إلى الإجابة على أسئلة مثل:
- ما هي العمليات والأنشطة والوحدات التي يجب استهدافها؟
- ما هي المصادر التي يجب تضمينها؟
- من المسؤول عن الانبعاثات؟
- ما هي الغازات التي يجب تضمينها؟

تعمل حاسبات الكربون على تبسيط عملية تجميع القوائم المفصلة بالنسبة للأفراد. تقيس عادةً استهلاك الكهرباء بالكيلوواط في الساعة، وكمية الوقود المستخدم لتسخين المياه وتدفئة المنزل ونوعه، وعدد الكيلومترات التي يقودها الفرد أو يقطعها طيرانًا أو عن طريق المركبات المختلفة.
يمكن للأفراد أيضًا تعيين حدود النظام الذي يهتمون به، كأن يرغبوا في موازنة انبعاثات غازات الاحتباس الحراري الشخصية، أو انبعاثاتهم المنزلية، أو انبعاثات شركاتهم.
تتوافر حاسبات الكربون على الإنترنت بكثرة، والتي تختلف اختلافًا كبيرًا في المعايير التي يقيسونها، إذ يهتم البعض مثلًا بالسيارات والطائرات واستخدام الطاقة المنزلية فقط. يغطي البعض الآخر النفايات المنزلية أو المصالح الترفيهية أيضًا. يعد تجاوز حيادية الكربون والتحول إلى سلبية الكربون (عادةً بعد فترة زمنية معينة للوصول إلى التعادل الكربوني) هدفًا.

### التدابير
يمكن للشركات والإدارات المحلية- عند السعي نحو الحياد المناخي- الاستفادة من نظام إدارة البيئة (أو الاستدامة) أو نظام الإدارة البيئية الذي أنشأه المعيار الدولي آيزو 14001 (طورته المنظمة الدولية للمعايير). يعدّ نظام الإدارة البيئية ومراجعة الحسابات البيئية الأوروبي، إطارًا آخر لنظام الإدارة البيئية وتستخدمه العديد من الشركات في جميع أنحاء الاتحاد الأوروبي. تطبق العديد من السلطات المحلية نظام الإدارة على قطاعات معينة من إدارتها أو توافق على عملياتها بأكملها.

### الحد من الانبعاثات
تعدّ حجة توفير المال من أقوى الحجج لتقليل انبعاثات غازات الاحتباس الحراري. تشمل الأمثلة على الإجراءات الممكنة للحد من انبعاثات غازات الاحتباس الحراري:
- التقليل من استخدام الطاقة والانبعاثات من وسائل النقل (عن طريق المشي، واستخدام الدراجات أو وسائل النقل العام، وتجنب الطيران، واستخدام المركبات منخفضة الطاقة)، وكذلك من المباني والمعدات والحيوانات والعمليات.
- الحصول على الكهرباء وأنواع الطاقة الأخرى من مصادر طاقة منخفضة الكربون.
- التزود بالكهرباء: استخدام الطاقة الكهربائية، بشكل مثالي من مصادر لا تتسبب في انبعاثات، بدلًا من الاحتراق. كما في وسائل النقل (مثل السيارات الكهربائية والقطارات الكهربائية) والتدفئة (المضخات الحرارية والتدفئة الكهربائية).

تعد طاقة الرياح، والطاقة النووية، والطاقة الكهرومائية، والطاقة الشمسية، والطاقة الحرارية الأرضية مصادر طاقة بأدنى الانبعاثات في دورة الحياة، والتي تشمل النشر والعمليات.

### المعاوضة
يهدف استخدام تعويضات الكربون إلى تحييد حجم معين من انبعاثات غازات الاحتباس الحراري، من خلال تمويل المشاريع التي يجب أن تسبب خفضًا مكافئًا لانبعاثات غازات الاحتباس الحراري في مكان آخر، مثل زراعة الأشجار. يمكننا ضمن إطار فرضية «قلل ما يمكنك أولًا، ثم عاوض ما تبقى»، إجراء المعاوضة من خلال دعم مشروع الكربون المسؤول، أو عن طريق شراء تعويضات الكربون أو أرصدة الكربون.
يعدّ معاوضة الكربون أداة للعديد من السلطات المحلية في العالم.
أطلقت اتفاقية الأمم المتحدة الإطارية بشأن التغير المناخي في عام 2015- بعد تفويض المجلس التنفيذي لآلية التنمية النظيفة- موقعًا مخصصًا على شبكة الإنترنت حيث يمكن للمنظمات والشركات وأيضًا الأشخاص العاديين تعويض أثرهم (https: // offset. climateneutralnow.org/) بهدف تسهيل مشاركة الجميع في عملية تعزيز الاستدامة.
يُنظر إلى المعاوضة أحيانًا على أنها قضية مشحونة ومثيرة للجدل. يصف جيمس هانسن التعويضات بأنها «صكوك الغفران في عصرنا الحديث، والتي تُباع للجمهور الواعي بشأن الكربون بشكل متزايد، لتبرئتهم من ذنوبهم المناخية». يمكن تفسير ذلك أيضًا على أنه غسيل أخضر، خاصة فيما يتعلق بالتزامات الشركة التي لا تتضمن أهدافًا وجداول زمنية قابلة للتنفيذ، وتشير إلى أن أهداف الانبعاثات «الصفرية الصافية» ليست أكثر من دعاية جيدة.